# Kościół św. Ducha w Szydłowie
Kościół świętego Ducha – znajdująca się obecnie w stanie ruiny świątynia szpitalna. Budowla mieści się w mieście Szydłów.
Świątynia została zbudowana w 2 połowie XIV wieku w stylu gotyckim. W 1368 roku król Kazimierz III Wielki, dzięki poparciu papieża Urbana V, ufundował klasztor ojców Franciszkanów, dobudowany do świątyni. W XVI wieku klasztor został zamieniony na tzw. szpital, czyli przytułek dla ubogich. W 1630 roku świątynia i szpital zostały zniszczone przez pożar. Niedługo potem zostały odbudowane, na co wskazuje informacja, że w 1664 roku w szpitalu znajdowało się 12 ubogich.
Około połowy XVIII wieku kościół i szpital zostały ponownie zniszczone przez pożar i ponownie odbudowane, tak że wybudowanie szpitala należy umiejscowić w 2 połowie XVIII wieku. Jednak zachowane w budynku szpitala detale renesansowe mogą wskazywać, że była to tylko odbudowa połączona z częściową zmianą całego kompleksu.
Świątynia została zniszczona w 2 połowie XIX wieku, natomiast w budynku szpitala funkcjonował przytułek do 1944 roku, kiedy to uległ zniszczeniu w czasie działań wojennych.